# Renate Meyer
Renate Meyer, née le 6 janvier 1938 à Hanovre, est une athlète ouest-allemande. 
Elle a remporté une médaille d'argent en relais 4 × 100 m pour l'Allemagne fédérale. Elle a participé à deux Jeux olympiques d'été, n'atteignant la finale qu'en 1968 avec le relais.

## Palmarès

### Jeux olympiques d'été
- Jeux olympiques d'été de 1964 à Tokyo ( Japon)
  - éliminée en qualifications sur 100 m
- Jeux olympiques d'été de 1968 à Mexico ( Mexique)
  - éliminée en qualifications sur 100 m
  - 6e en relais 4 × 100 m

### Championnats d'Europe
- Championnats d'Europe d'athlétisme de 1966 à Budapest ( Hongrie)
  -  Médaille d'argent en relais 4 × 100 m